# کری اینگرام
کری اینگرام (انگلیسی: Kerry Ingram؛ زادهٔ ۲۶ مهٔ ۱۹۹۹) یک هنرپیشه اهل بریتانیا است.
از فیلم‌ها یا برنامه‌های تلویزیونی که وی در آن نقش داشته است می‌توان به بازی تاج و تخت اشاره کرد.